# Lingua accadica
La lingua accadica o accada (akkadû, in cuneiforme 𒅎𒀝𒂵𒌈) era una lingua semitica orientale parlata nell'antica Mesopotamia, in particolare dagli Accadi e poi da Assiri e Babilonesi. L'accadico è la più antica lingua semitica mai attestata, che utilizza i caratteri cuneiformi come sistema di scrittura (utilizzati inizialmente dai Sumeri). La lingua è stata chiamata "accadico" dalla città di Akkad, forse una fondazione di Sargon, maggior centro abitato dell'impero accadico, ancora oggi non rintracciata con certezza.
L'influenza reciproca tra accadico e sumero ha reso le due lingue una lega linguistica. I primi ritrovamenti di testi in accadico sono infatti nei testi sumeri e risalgono al XXIX secolo a.C. Dalla metà del terzo millennio a.C. inizia l'apparizione di testi interamente in accadico (paleo-accadico). Risalenti da questo periodo in poi, sono poi stati ritrovati numerosi testi e frammenti in accadico di carattere scientifico, militare, politico e mitologico. Dal II millennio a.C. si riscontrano due varianti dell'accadico: l'assiro e il babilonese (che è una delle versioni presenti nelle iscrizioni di Bisotun). Grazie all'espansione dei regni paleo-babilonese, paleo-assiro e poi medio-assiro, l'accadico si diffuse in tutto il Vicino Oriente antico. Gli ultimi testi accadici ritrovati risalgono al 100 d.C. circa.

## Storia
La lingua accadica è attestata per la prima volta in alcuni nomi propri all'interno di testi sumerici dell'età di Fara (circa 2800 a.C.), mentre testi redatti completamente in questa lingua si conoscono solamente dalla metà del III millennio a.C. L'accadico appartiene alle lingue semitiche orientali.
Il periodo di vita di questa lingua è dunque compreso fra il III millennio a.C. e all'incirca il I secolo della nostra era, fin quando sopravvive come lingua scolastica e tradizionale. La forma più antica di questa lingua è il paleo-accadico o accadico antico, datato fra il 2500 e il 1950 a.C. In seguito, la lingua si divide nelle due zone d'influenza della Mesopotamia, ossia la Babilonia a sud e l'Assiria a nord, con relativi sviluppi differenti. In Babilonia si conoscono il babilonese antico, utilizzato fra il 1950 e il 1530 a.C., e il babilonese medio, un dialetto differente in uso nel periodo (1530-1000 a.C.). Per l'epoca più recente sono stati identificati il neo-babilonese per l'epoca compresa fra il 1000 e il 625 a.C., e il babilonese tardo per tutto il periodo fino all'anno zero. Passando alla parte settentrionale, i dialetti principali sono stati categorizzati nell'assiro antico che va dal 1950 al 1750 a.C., quello medio dal 1500 al 1000 a.C. e infine il neo-assiro, comprendente le forme più recenti. Un discorso a parte va intrapreso per il "babilonese standard", la lingua "classica" comunemente adottata nei dizionari e il cui uso è provato dal 1500 a.C.
Nell'impero accadico di Sargon la lingua accadica era di fatto la lingua della burocrazia e dell'esercito, mentre il sumero rimase in uso come lingua liturgica. Il nome della lingua deriva dalla città di Akkad, un grande centro della civiltà mesopotamica. La tabella sotto presenta la diffusione dell'accadico e dei suoi dialetti:
| Dialetto    | Ubicazione                                             |
| ----------- | ------------------------------------------------------ |
| Assiro      | Nord della Mesopotamia                                 |
| Babilonese  | Centro e sud della Mesopotamia                         |
| Mariotico   | Eufrate centrale (nei pressi della città di Mari)      |
| Tell Beydar | Siria del nord (nei pressi della città di Tell Beydar) |

## Sistema di scrittura

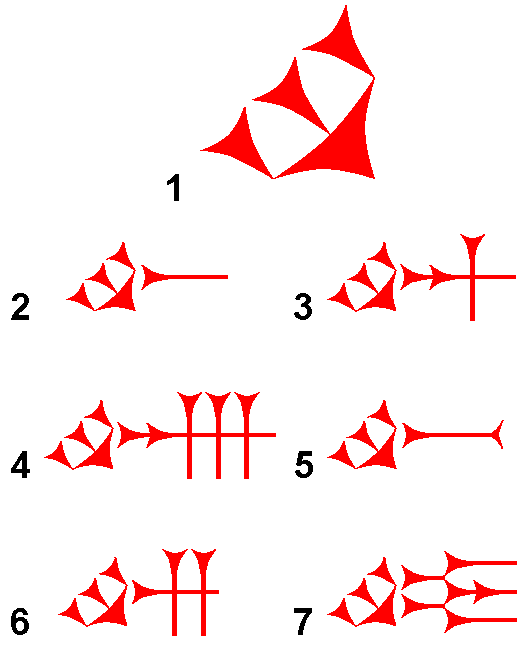
Cuneiforme (in dialetto neo-assiro)
1 = Logogramma (LG) "mix"/sillabogramma (SG) /ḫi/,
2 = LG "fossa",
3 = SG /aʾ/,
4 = SG /aḫ/, /eḫ/, /iḫ/, /uḫ/,
5 = SG kam,
6 = SG im,
7 = SG bir

Il paleo-accadico si è preservato su tavolette d'argilla del 2600 a.C. circa. Esse sono state scritte in cuneiforme, un sistema di scrittura adottato dai Sumeri basato sull'impressione di segni a forma di cuneo sulla superficie dell'argilla fresca. Sumero e accadico, pur condividendo il sistema di scrittura, sono lingue strutturalmente differenti: la prima è infatti decisamente agglutinante, la seconda invece è sillabica. I simboli in cuneiforme possono avere diversi significati. Possono essere:
- logogrammi in sumero (che rappresentano intere parole)
- sillabe in sumero
- sillabe in accadico
- complementi fonetici (simboli o, semplicemente lettere/sillabe, che hanno una funzione disambiguante in due o più parole omografe ma di diverso valore semantico).

L'accadico, comunque, viene analizzato sotto la sua natura sillabica, facendo così perdere importanza a quella logografica, senza tuttavia snaturarla totalmente. Ad esempio il logogramma AN può significare "dio" (ilum) ma anche "An/Anu" dio della mitologia sumera.
L'esempio 4 dell'immagine a destra mostra come i segni cuneiformi non hanno un preciso valore fonetico, in questo caso un valore vocalico. Vi sono anche altre particolarità più evidenti: la sillaba -ša- si può rendere sia col segno ŠA sia con il segno NĪĜ; entrambi sono indifferentemente utilizzati nei testi. Nonostante l'accadico sia una lingua semitica, la sua struttura è prettamente sillabica, cioè la forma CV o VC o CVC (dove V = vocale e C = consonante) è espressa con un unico segno.

## Fonetica e fonologia
Dato che l'accadico si è estinto e non esistono descrizioni della pronuncia, ben poco si può dire riguardo alla fonetica e alla fonologia. Sulle somiglianze con le altre lingue semitiche, si possono tuttavia fare alcune osservazioni e conclusioni.

### Consonanti
La lingua accadica, in certi punti, presenta un'evoluzione rispetto al proto-semitico, di cui si sono persi alcuni fonemi. Il suono glottidale *ʾ, come anche le fricative *ʿ, *h, *ḥ sono tutte consonanti perdute. Le interdentali e le laterali fricative alveolari sorde (*ś, *ṣ́) si fondono con le sibilanti come in Cananaico, perdendo così 19 fonemi consonantici. La tabella sottostante elenca tutti i suoni consonantici in accadico, con la presunta nella trascrizione IPA secondo Streck.
|               |               | Labiali | Dentali/Alveolari | Palatali | Velari | Glottidali |
| ------------- | ------------- | ------- | ----------------- | -------- | ------ | ---------- |
| Nasale        | Nasale        | m       | n                 |          |        |            |
| Occlusiva     | Sorda         | p       | t                 |          | k      | ʔ (ʾ)      |
| Occlusiva     | Sonora        | b       | d                 |          | ɡ      |            |
| Occlusiva     | Enfatica      |         | tʼ (ṭ)            |          | kʼ (q) |            |
| Fricativa     | Sorda         |         | s                 | ʃ (š)    | x (ḫ)  |            |
| Fricativa     | Sonora        |         | z                 |          |        |            |
| Fricativa     | Enfatica      |         | sʼ (ṣ)            |          |        |            |
| Vibrante      | Vibrante      |         | r                 |          |        |            |
| Approssimante | Approssimante |         | l                 | j (y)    | w      |            |

1. 1 2 3  Le consonanti enfatiche accadiche sono state ricostruite come eiettive (Hetzron, Robert, "The Semitic languages", Taylor & Francis, 1997, p. 8).

La *š come postalveolare e le consonanti *z *s *ṣ come fricative, non sono da tutti accettate, come da Kogan e Dolgopolsky, che pongono a sostegno della loro tesi l'assimilazione delle consonanti sorde coronali affricative a *s. Ad esempio, la desinenza possessiva -šu aggiunto alla radice della parola awat ("parola"), è scritta awassu ("sua parola") benché ci si aspetti una scrittura con šš o tš; il particolare caso resta comunque di natura oscura e non chiaramente spiegabile. Secondo Patrick R. Bennett il fonema *š ha, invece, una natura da sorda alveo-palatale.
Un approccio alternativo alla questione fonologica, è ottenibile assumendo i fonemi *s *ṣ come delle consonanti sorde coronali affricative [t͡s t͡sʼ], *š come una sorda coronale fricativa [s] e *z come sonora coronale fricativa (o affricativa) [d͡z~z]. Su questa base il fonema *š può essere scritto come *s̠, in modo da evidenziare un'articolazione debole del suono. Il succitato esempio di awat-su diventa [awat͡su], in modo da uniformarlo alle altre lingue semitiche. La seguente tabella mostra le corrispondenze fonologiche tra il proto-semitico, l'accadico, l'arabo e l'ebraico tiberiense.
| Proto-semitico | Accadico | Arabo | Arabo | Ebraico | Ebraico |
| -------------- | -------- | ----- | ----- | ------- | ------- |
| *b             | b        | ب     | b     | ב       | b       |
| *d             | d        | د     | d     | ד       | d       |
| *g             | g        | ج     | ǧ     | ג       | g       |
| *p             | p        | ف     | f     | פ       | p       |
| *t             | t        | ت     | t     | ת       | t       |
| *k             | k        | ك     | k     | כ       | k       |
| *ʾ [ʔ]         | (Ø)/ ʾ   | ء     | ʾ     | א       | ʾ       |
| *ṭ             | ṭ        | ط     | ṭ     | ט       | ṭ       |
| *ḳ             | q        | ق     | q     | ק       | q       |
| *ḏ             | z        | ذ     | ḏ     | ז       | z       |
| *z             | z        | ز     | z     | ז       | z       |
| *ṯ             | š        | ث     | ṯ     | שׁ       | š       |
| *š [ʃ]         | š        | س     | s     | שׁ       | š       |
| *ś             | š        | ش     | š     | שׂ       | ś       |
| *s             | s        | س     | s     | ס       | s       |
| *ṱ             | ṣ        | ظ     | ẓ     | צ       | ṣ       |
| *ṣ             | ṣ        | ص     | ṣ     | צ       | ṣ       |
| *ṣ́             | ṣ        | ض     | ḍ     | צ       | ṣ       |
| *ġ             | ḫ        | غ     | ġ     | ע       | ʿ [ʕ]   |
| *ʿ [ʕ]         | (e)      | ع     | ʿ [ʕ] | ע       | ʿ [ʕ]   |
| *ḫ             | ḫ        | خ     | ḫ [x] | ח       | ḥ       |
| *ḥ             | (e)      | ح     | ḥ [ħ] | ח       | ḥ       |
| *h             | (Ø)      | ه     | h     | ה       | h       |
| *m             | m        | م     | m     | מ       | m       |
| *n             | n        | ن     | n     | נ       | n       |
| *r             | r        | ر     | r     | ר       | r       |
| *l             | l        | ل     | l     | ל       | l       |
| *w             | w        | و     | w     | ו י     | w y     |
| *y             | y        | ي     | y [j] | י       | y       |
| Proto-semitico | Accadico | Arabo | Arabo | Ebraico | Ebraico |

1. 1 2  Questi si distinguono solo dallo Ø (zero) che si riflette in /h/ e in /ʾ/ per mezzo di /e/ - influendo sulla vocale adiacente *a, ad esempio PS *ˈbaʿ(a)l-um ('proprietario') → Akk. bēlu(m) (Dolgopolsky, 1999, p. 35).

### Vocali
|        | Anteriore | Centrale | Posteriore |
| ------ | --------- | -------- | ---------- |
| Chiusa | i         |          | u          |
| Media  | e         |          |            |
| Aperta |           | a        |            |

Tra le vocali si è anche ipotizzata l'esistenza di una vocale posteriore media /o/, cosa che però non si può confermare dal cuneiforme.
Tutte le vocali e le consonanti possono essere lunghe o corte. Le vocali lunghe sono identificate da un macron (ad esempio ā, ē, ī, ū), le consonanti lunghe sono invece scritte due volte. Questa distinzione fonemica ha anche risvolti nella grammatica: ad esempio iprusu ("colui che decide") ha diverso significato rispetto a iprusū ("essi decidono").

### Accento
Non si conosce nulla riguardo l'accento in accadico. Ci sono comunque alcune regole, come nel caso della vocale sincopata, e certe forme in cuneiforme agiscono sull'accento delle vocali (anche se i tentativi di scoprirne il meccanismo hanno dato pochi risultati).
Una delle principali regole sugli accenti è che, in accadico, ogni vocale breve (e, probabilmente, non accentata) posta alla fine di una sillaba cade. Ad esempio la radice della declinazione dell'aggettivo verbale PRS è PaRiS- (dove le vocali segnate in minuscolo cadono). Così fa il nominativo maschile singolare, che è PaRS-um (< *PaRiS-um), anche se al femminile è PaRiStum (< *PaRiS-at-um) dove si assiste alla caduta della vocale sincopata, caratteristica piuttosto comune in accadico.

## Grammatica

### Morfologia

#### Introduzione
L'accadico è una lingua fusiva e, come le lingue semitiche, le sue caratteristiche grammaticali sono simili a quelle dell'arabo, presentando la radice semitica. Quest'ultima caratteristica conferisce al lessico accadico radici formate da tre consonanti (i cosiddetti "radicali") ed anche alcune di quattro consonanti (i "quadriradicali"). I radicali sono rappresentati in maiuscolo, ad esempio PRS ("decidere"). Tra i radicali possono essere presenti suffissi, infissi e prefissi, che permette di generare parole di differente significato partendo dalla radice. Le consonanti ʔ, w, j e n sono detti "radicali deboli", poiché le radici che li contengono danno origine a forme irregolari.

#### Caso, numero e genere
L'accadico ha due generi grammaticali, maschile e femminile, reciprocamente collegate dato che il femminile è ottenibile dal maschile con l'aggiunta del suffisso -at.
In accadico sono presenti tre numeri (singolare, duale e plurale) e tre casi (nominativo, genitivo e accusativo). Però, anche nei primi stadi della lingua, il duale era poco utilizzato e confinato semplicemente ai casi di "coppie naturali" (ad esempio occhi e orecchie); gli aggettivi non sono utilizzati in duale. Al duale e al plurale, il genitivo e l'accusativo si uniscono nei casi obliqui.
L'accadico, a differenza dell'arabo, presenta numerosi plurali regolari (e pochi plurali fratti), sebbene alcune parole maschili presentino plurali femminili, in modo simile all'ebraico. La seguente tabella riporta la declinazione del sostantivo šarr-um ("re") e del suo femminile šarr-at-um ("regina"), e dell'aggettivo dannum ("forte").
|                  | Nome (masc.) | Nome (fem.) | Aggettivo (masc.) | Aggettivo (fem.) |
| ---------------- | ------------ | ----------- | ----------------- | ---------------- |
| Nominativo sing. | šarr-um      | šarr-at-um  | dann-um           | dann-at-um       |
| Genitivo sing.   | šarr-im      | šarr-at-im  | dann-im           | dann-at-im       |
| Accusativo sing. | šarr-am      | šarr-at-am  | dann-am           | dann-at-am       |
| Nominativo duale | šarr-ān      | šarr-at-ān  |                   |                  |
| Duale obliquo    | šarr-īn      | šarr-at-īn  |                   |                  |
| Nominativo plur. | šarr-ū       | šarr-āt-um  | dann-ūt-um        | dann-āt-um       |
| Obliquo plur.    | šarr-ī       | šarr-āt-im  | dann-ūt-im        | dann-āt-im       |

1. ↑  Il caso obliquo comprende l'accusativo e il genitivo.

Come emerge dalla tabella, gli aggettivi e i sostantivi presentano le medesime desinenza, eccezion fatta per il maschile plurale. Alcuni nomi, spesso inerenti alla geografia, formano con la desinenza -um un locativo, spesso di funzione avverbiale (soprattutto nel dialetto babilonese preceduto dalla preposizione ina).
Nel tardo-accadico (più spesso nel neo-babilonese) in particolare la -m finale, insieme alla -n finale, scompare in tutti i casi tranne nel locativo. Nello stesso periodo, le desinenze del nominativo e dell'accusativo singolare maschile diventano -u e, soprattutto nel dialetto babilonese, cade la vocale posta in fine di parola. Nei testi accadici tardi sono talvolta utilizzati i casi dell'accadico classico (anche se spesso incorrettamente). È possibile che queste perdite siano state causate dall'influenza dell'aramaico sull'accadico.

## Vocabolario
Il sumero, una lingua non-semitica isolata, influenzò l'accadico sul piano del lessico e lo segnò con la sua impronta culturale.

## Letteratura

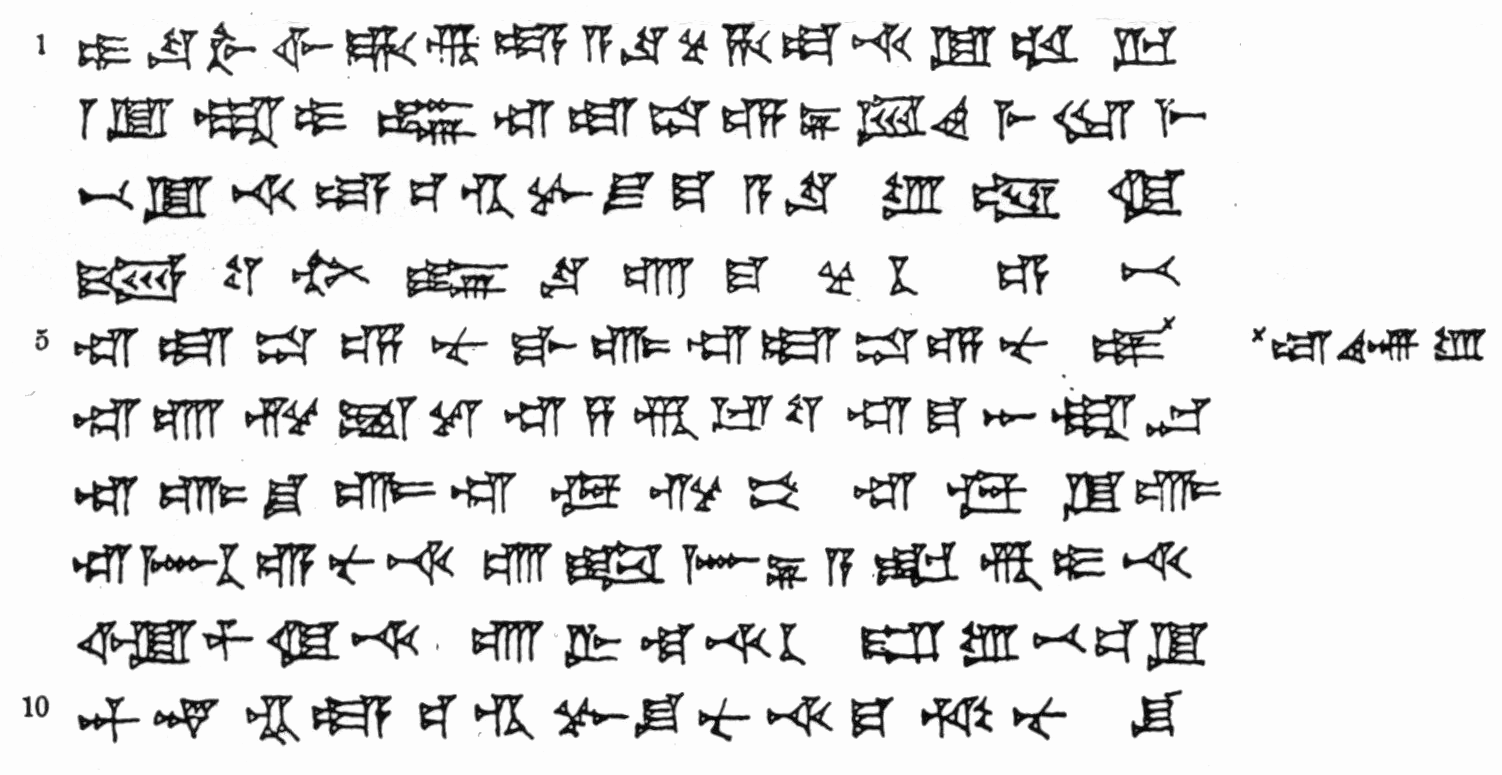
Testo in accadico di una spedizione di Sennacherib verso il Mediterraneo.

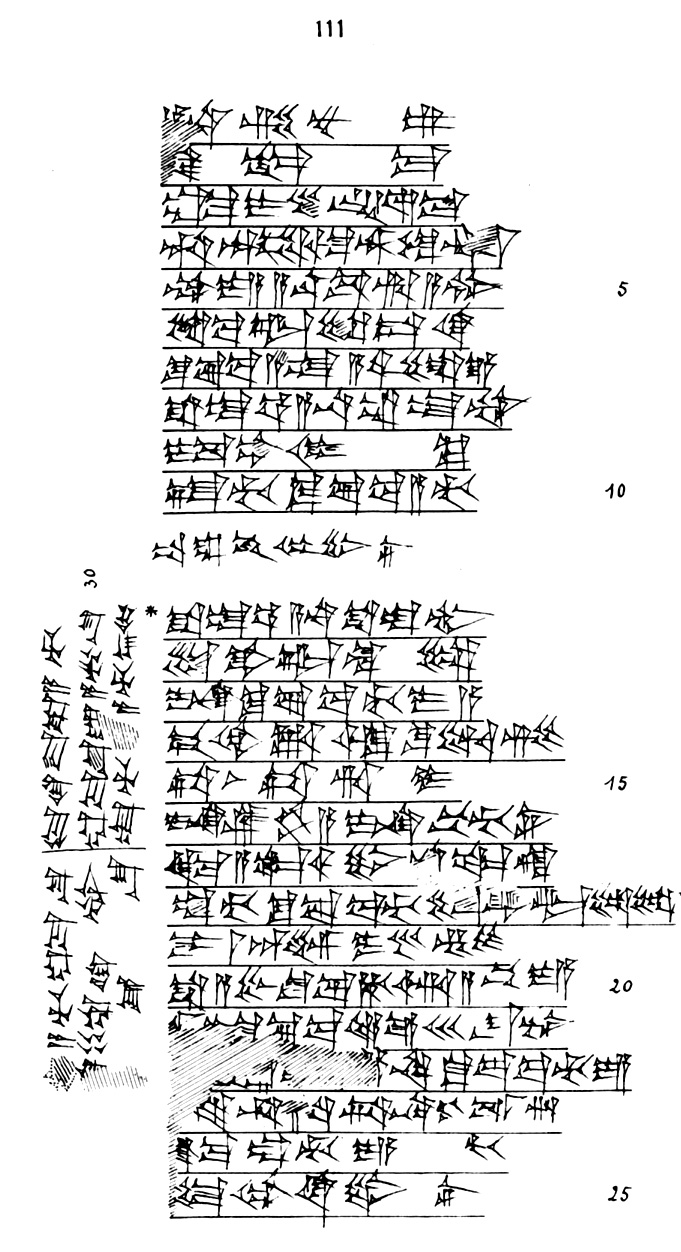
Il testo in accadico della lettera scritta da Iddin-Sîn, uno studente, alla madre Zinû all'epoca del regno di Hammurabi.

- Epopea di Atrahasis (XVIII secolo a.C.)
- Enûma Elish (circa XVIII secolo a.C.)
- Lettere di Amarna (XIV secolo a.C.)
- Epopea di Gilgamesh (versione standard di Sin-liqe-unninni XIII - XI secolo a.C.)

### Grammatica e descrizioni generali
- Gelb, I. J. (1961). Old Akkadian writing and grammar. Materials for the Assyrian dictionary, no. 2. Chicago: University of Chicago Press. ISBN 0-226-62304-1
- Hasselbach, Rebecca. Sargonic Akkadian: A Historical and Comparative Study of the Syllabic Texts. Wiesbaden: Harrassowitz Verlag 2005. ISBN 978-3-447-05172-9
- Huehnergard, J. A Grammar of Akkadian (3rd ed. 2011). Harvard Semitic Museum Studies 45. ISBN 978-1-57506-922-7
- Huehnergard, J. (2005). A Key to A Grammar of Akkadian . Harvard Semitic Studies. Eisenbrauns.
- Soden, Wolfram von: Grundriß der Akkadischen Grammatik. Analecta Orientalia. Bd 33. Rom 1995. ISBN 88-7653-258-7
- Streck, Michael P. Sprachen des Alten Orients. Wiss. Buchges., Darmstadt 2005. ISBN 3-534-17996-X
- Ungnad, Arthur: Grammatik des Akkadischen. Neubearbeitung durch L. Matouš, München 1969, 1979 (5. Aufl.). ISBN 3-406-02890-X
- Woodard, Roger D. The Ancient Languages of Mesopotamia, Egypt and Aksum. Cambridge University Press 2008. ISBN 978-0-521-68497-2

### Libri di testo
- Rykle Borger: Babylonisch-assyrische Lesestücke. Rom 1963.(3., revidierte Auflage, 2006 Teil. I-II)
  - Part I: Elemente der Grammatik und der Schrift. Übungsbeispiele. Glossar.
  - Part II: Die Texte in Umschrift.
  - Part III: Kommentar. Die Texte in Keilschrift.
- Richard Caplice: Introduction to Akkadian. Biblical Institute Press, Rome 1988, 2002 (4.Aufl.). ISBN 88-7653-566-7
- Kaspar K. Riemschneider: Lehrbuch des Akkadischen. Enzyklopädie, Leipzig 1969, Langenscheidt Verl. Enzyklopädie, Leipzig 1992 (6. Aufl.). ISBN 3-324-00364-4
- Martin Worthington: "Complete Babylonian: Teach Yourself" London 2010 ISBN 0-340-98388-4

### Dizionari
- Jeremy G. Black, Andrew George, Nicholas Postgate: A Concise Dictionary of Akkadian. Harrassowitz-Verlag, Wiesbaden 2000. ISBN 3-447-04264-8
- Wolfram von Soden: Akkadisches Handwörterbuch. 3 Bde. Wiesbaden 1958-1981. ISBN 3-447-02187-X
- Martha T. Roth, ed.: The Assyrian Dictionary of the Oriental Institute of the University of Chicago. 21 vols. in 26. Oriental Institute of the University of Chicago, Chicago 1956-2010. (online Archiviato il 18 settembre 2011 in Internet Archive.)

### Accadico cuneiforme
- Cherry, A. (2003). A basic neo-Assyrian cuneiform syllabary. Toronto, Ont: Ashur Cherry, York University.
- Cherry, A. (2003). Basic individual logograms (Akkadian). Toronto, Ont: Ashur Cherry, York University.
- Rykle Borger: Mesopotamisches Zeichenlexikon. Alter Orient und Altes Testament (AOAT). Bd 305. Ugarit-Verlag, Münster 2004. ISBN 3-927120-82-0
- René Labat: Manuel d'Épigraphie Akkadienne. Paul Geuthner, Paris 1976, 1995 (6.Aufl.). ISBN 2-7053-3583-8

### Riviste accademiche
- Ignace J. Gelb: Old Akkadian Writing and Grammar. Materials for the Assyrian dictionary. Bd 2. University of Chicago Press, Chicago 1952, 1961, 1973. ISBN 0-226-62304-1 ISSN 0076-518X (WC · ACNP)
- Markus Hilgert: Akkadisch in der Ur III-Zeit. Rhema-Verlag, Münster 2002. ISBN 3-930454-32-7
- Walter Sommerfeld: Bemerkungen zur Dialektgliederung Altakkadisch, Assyrisch und Babylonisch. In: Alter Orient und Altes Testament (AOAT). Ugarit-Verlag, Münster 274.2003. ISSN 0931-4296 (WC · ACNP)